# Harîtonivka, Dunaiivți
Harîtonivka (în ucraineană Харитонівка) este un sat în comuna Ternova din raionul Dunaiivți, regiunea Hmelnîțkîi, Ucraina.

## Demografie
Componența lingvistică a localității Harîtonivka
     Ucraineană (100%)
Conform recensământului din 2001, toată populația localității Harîtonivka era vorbitoare de ucraineană (100%).